# Mogens Skeel
Mogens Skeel (født 15. juli 1651 på Tryggevælde, død 5. august 1694 i Lingen (Tyskland)) var en dansk adelsmand, amtmand og forfatter. 

## Opvækst og udlandsrejse
Mogens Skeel var søn af rigsråd Christen Skeel til Fussingø og Margrethe Lunge. Han mistede sin mor allerede som toårig i 1653 og blev opdraget hos sin moster Sidsel Lunge på Gavnø, til hun døde 1657 og Mogens vendte hjem til sin far. Mogens måtte som 8-årig nedskrive et meget bittert brev til kongen efter diktat af sin dødeligt syge far. I det tog Christen Skeel sin afsked fra rigsrådet. Kort tid efter døde faren, og Mogens Skeel var nu forældreløs. Han blev en tid sat i huset hos professor Rasmus Vinding.  
Herefter er der stilhed omkring hans færden, indtil han i 1668 udnævntes til hofjunker. Mærkværdigt er det dog, at han umiddelbart efter drog ud på en længere udlandsrejse. 1669 var han i Italien og ansat ved hoffet hos Prins Jørgen, der opholdt sig der. Siden gjorde han ophold i Østrig, Tyskland, Frankrig og England inden han 1672 vendte hjem til Danmark og tiltrådte sin hoftjeneste. 

## Ved hoffet og i krig
1673 var Mogens Skeel på en sendelse til Sverige og derefter kammerjunker hos dronning Charlotte Amalie. Men i 1674 gik han i Vilhelm af Oraniens tjeneste og deltog i kampene i de Spanske Nederlande. Året efter blev han sendt som Danmarks overordentlige afsending til kurfyrsten af Brandenburg, hvor han forblev indtil 1678. I denne tid ledsagede han kurfyrsten ved kampene i Pommern. 
4. juni 1679 holdt han bryllup på Egholm med Helle Helene Rosenkrantz (1658-1698), datter af baron Oluf Rosenkrantz. Det følgende år ledsagede han dronning Ulrikke Eleonore til Sverige og forblev der som gesandt indtil maj 1682. Her blev imidlertid hjemkaldt på grund af unåde. Årsagen var uden tvivl hans svigerfars kritiske skrift til forsvar for den danske adel, hvilket Mogens i flere breve havde taget i forsvar. Dog sendtes han året efter i Prins Jørgens følge til England, men en misfornøjet ytring om hans virksomhed derovre i et brev til Conrad Reventlow bevirkede, at han endnu engang blev hjemkaldt til Danmark. Denne nye unåde varede heller ikke længe. 
I maj 1684 blev han udnævnt til virkelig etatsråd og 1686 til stiftsbefalingsmand over Århus Stift og amtmand
over Aarhusgaard og Stjernholm Amter. Disse embeder ombyttede han 1688 med Viborg Stift og Hald Amt. Samme år blev han tillige Ridder af Dannebrog. I marts 1692 sendtes han som gesandt til England, hvor det blev en væsentlig opgave for ham at modarbejde Robert Molesworths angreb på Danmark. Men han ønskede selv at kaldes tilbage og opnåede det også. Danmark nåede han dog ikke, da han døde på hjemrejsen i Lingen 5. august 1694. Hans enke overlevede ham fire år.

## Forfatteren
Det er især som forfatter, at Mogens Skeel har gjort sig bemærket. Han skrev en række latinske og danske digte, som dog ikke har haft den store betydning. Hans sproglige evner kan man dog allerede spore i en oversættelse af tyskeren Martin Opitz’ sangspil "Judith", som Mogens Skeel udgav som 16-årig. 
Mest betydningsfuldt er det satiriske drama "Grevens og Friherrens Komedie", som man med ret stor sandsynlighed kan tilskrive Mogens Skeel. Komedien giver os et levende indtryk af den harme, som kredse af den gamle danske adel nærede over for den nystiftede "embedsadel", der var opstået med enevældens indførelse i 1660. Komedien er desuden det første originale forsøg på at indføre principperne for det ny kunstdrama på dansk grund. Skriftet må være forfattet 1675, da det allerede i juli samme år omtales i et brev fra Christoffer Lindenov til Griffenfeld. Det gjorde en betydelig opsigt, måske også større end forfatteren havde tænkt sig. Lindenov skriver, at dets forfatter "burde at lade sig ørne paa Kaget", men hans anonymitet blev i alt fald ganske godt dækket.